# Niveau AA (baseball)

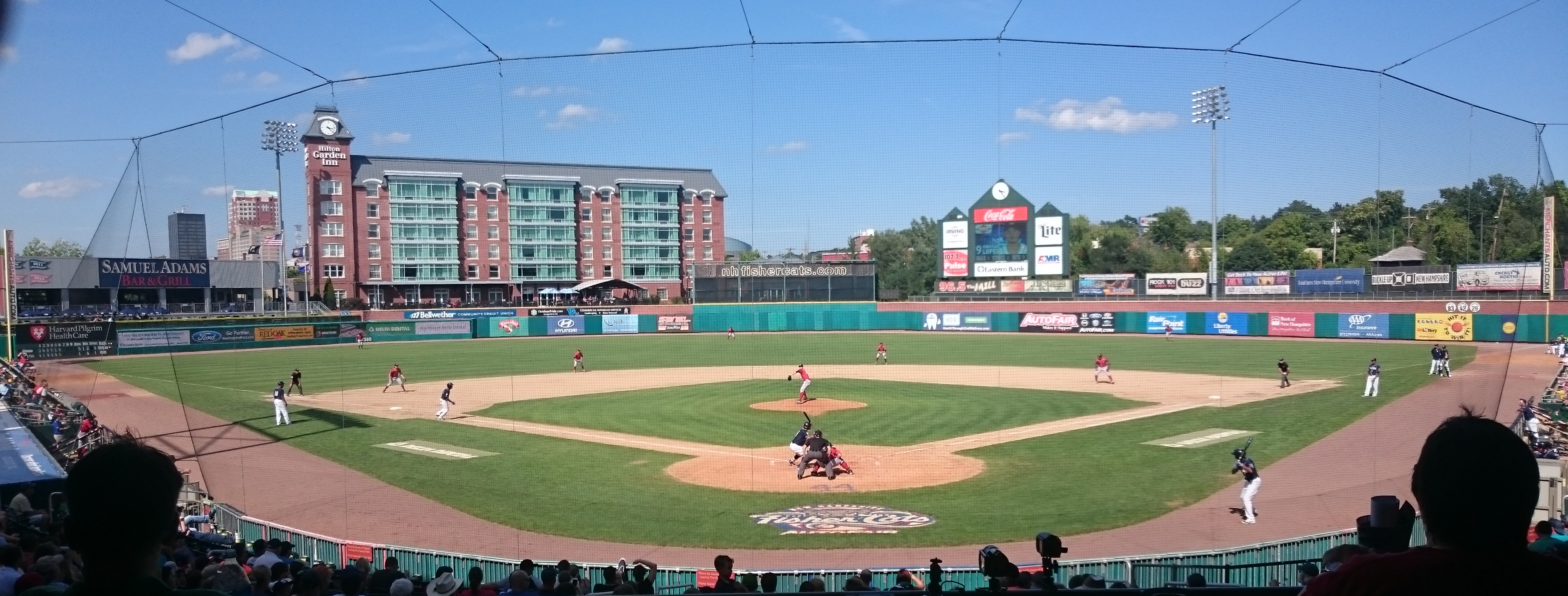
Match de baseball du niveau AA opposant les Fisher Cats du New Hampshire et le Curve d'Altoona.

Le niveau AA (en anglais : Class AA) est le second niveau de jeu le plus élevé de la ligue mineure de baseball, derrière le niveau AAA. Il existe actuellement 30 équipes de niveau AA, soit une pour chaque équipe des ligues majeures. Ces clubs sont organisés en trois ligues : la ligue Eastern, la ligue Southern et la ligue du Texas.

## Système

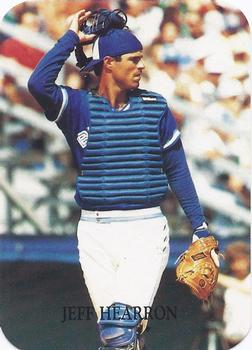
Jeff Hearron est passé du niveau AA aux ligues majeures avec les Blue Jays de Toronto.

Le niveau AA accueille généralement des joueurs en développement qui font partie du baseball professionnel depuis seulement quelques années. Ces joueurs peuvent accéder au niveau Double-A en obtenant une promotion depuis l'une des ligues de niveau inférieur; le niveau A+ étant immédiatement en dessous du AA dans la hiérarchie des ligues mineures.
Le passage au niveau Double-A peut être l'une des promotions les plus difficiles pour ces joueurs car c'est le niveau auquel les lanceurs doivent maîtriser la balle à effet. De plus, c'est le niveau où les frappeurs qui excellent aux balles rapides uniquement doivent apprendre à frapper les balles à effet afin de pouvoir progresser vers les niveaux supérieurs. Les joueurs qui débutent leur parcours en ligues mineures au niveau AA sont généralement des vétérans de ligues étrangères ou les meilleurs espoirs issus des rangs universitaires. Aussi, les clubs des ligues majeures envoient parfois des joueurs dans leur filiale AA dans le cadre d'un programme de rémission de blessures.
Si le niveau AAA est le niveau le plus élevé des ligues mineures, les joueurs peuvent tout de même accéder aux ligues majeures directement à partir du niveau AA. Par exemple, au sein de l'organisation des Blue Jays de Toronto, 17 joueurs de position ont été promus directement du niveau AA aux ligues majeures de 1978 à 2018, soit environ un joueur toutes les deux saisons. Comme les joueurs au niveau AA continuent généralement d'améliorer leurs compétences, on pourrait affirmer que le niveau de talent pur est plus élevé en AA qu'en AAA, où le développement de certains joueurs peut stagner.
Parce que les joueurs ne font pas de va-et-vient entre les ligues majeures et ce niveau, comme cela arrive souvent dans le niveau AAA, les formations ont tendance à être plus stables. Les fans des équipes de niveau AA ont plus de temps pour se familiariser avec les joueurs, ce qui contribue à créer une meilleure relation entre l'équipe et ses fans.

## Équipes actuelles
Trois ligues sont classées de niveau AA, surtout concentrées dans le sud et l'est des États-Unis. La ligue du Texas compte dix équipes, dont les Drillers de Tulsa et les RockHounds de Midland, toutes situées au Texas ou dans les états avoisinants. La ligue Southern compte quant à elle huit équipes, dont les Barons de Birmingham et les Smokies du Tennessee, situées dans les états du sud-est.
La ligue Eastern compte douze équipes, dont les Sea Dogs de Portland et les Flying Squirrels de Richmond, situées dans les états du nord-est ainsi qu'au Maryland et en Virginie.